# Academia „Ștefan cel Mare” a Ministerului Afacerilor Interne
Academia „Ștefan cel Mare” a Ministerului Afacerilor Interne al Republicii Moldova a fost fondată în anul 1990, prin „Hotărârea Guvernului nr. 276”. Actualmente, academia este condusă de către rectorul (comandant), doctor în drept, comisar-sef – Dinu Ostavciuc și de către alți trei prorectori, reprezentanți ai oranelor interne, toți deținători ai gradului special de comisar-șef – Odagiu Iurie, Caț Iulian, Nicolai Ranga.
În prezent, Academia de Poliție întrunește în sine două facultăți: Facultatea de Drept și Facultatea Securitate Civilă și Ordine Publică care oferă atât învățământ la zi, cât și la distanță. De asemenea,  Facultatea este condusă de organe proprii: Consiliul Facultății, Biroul Consiliului Facultății, Decanul, Prodecanii și lectorii metodiști ai ei. Organul suprem de conducere este Consiliul Facultății care se alege pe un termen de cinci ani în conformitate cu Regulamentul cu privire la ocuparea posturilor didactice și de conducere în instituțiile de învățământ superior universitar. Cea de-a doua este Facultatea de Securitate și Ordine Publică, care activează după aceleași criterii ca și prima.

În ceea ce privesc relațiile internaționale ale Academiei, acestea vizează direcțiile de bază ale activității internaționale ale Academiei „Ștefan cel Mare” care sunt formulate în baza principiilor politicii externe a Republicii Moldova. Astfel încât se poate enunța ferm că Academia „Ștefan cel Mare” a MAI are încheiate 36 acorduri și contracte de colaborare cu mai multe instituții de învățămînt din Azerbaidjan, Georgia, Rusia, Germania,  Letonia, Republica Belarus, Ucraina, Turcia și România.

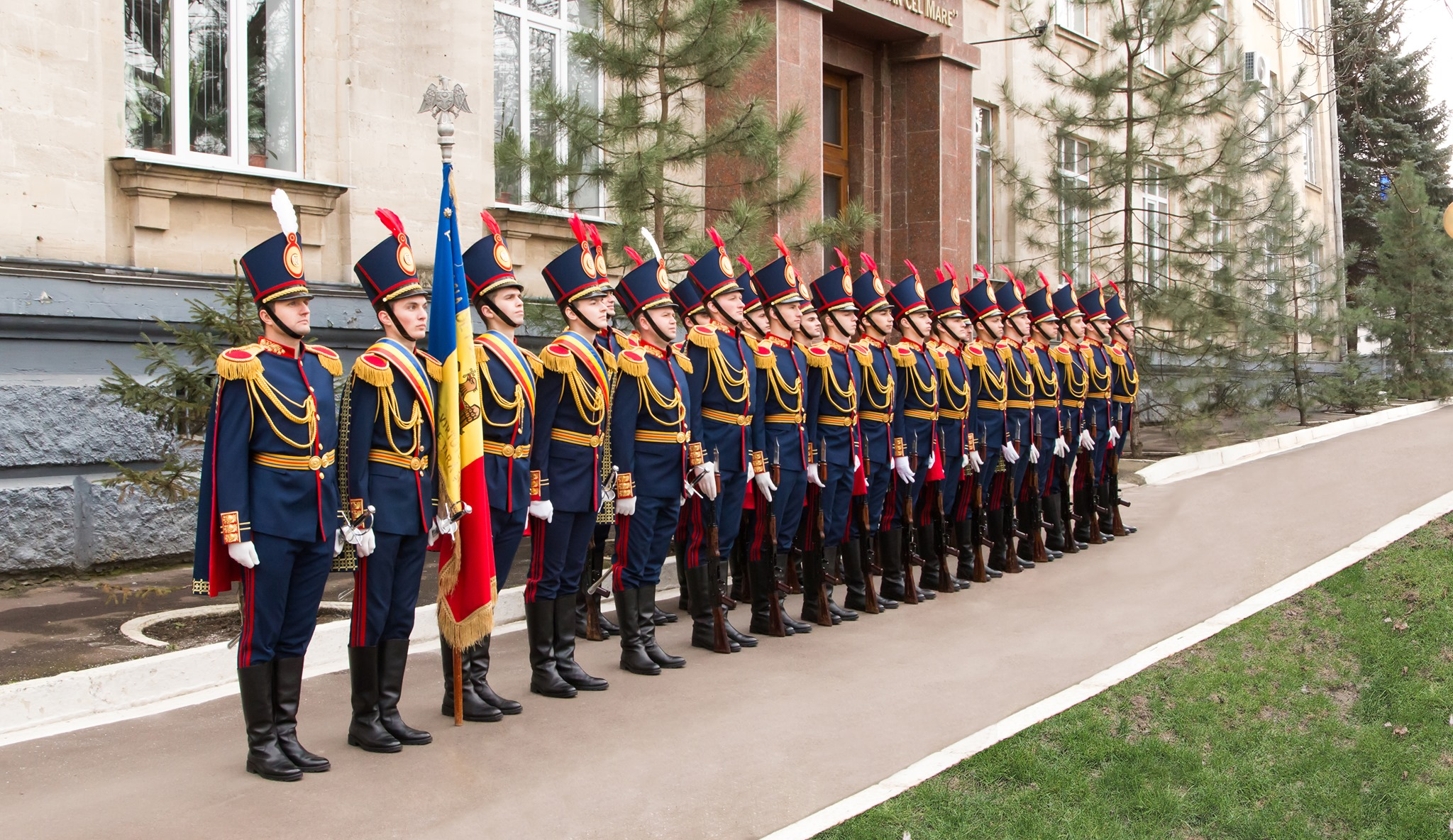
YG

## Etape istorice
- Prima etapă, cea de întemeiere. Cuprinde toate evenimentele care țin de perioada anului 1990 – octombrie 1991.
- A două etapă, cea de consolidare. Cuprinde activitatea de organizare și desfășurare a procesului de pregătire a cadrelor didactice și polițienești și include perioada  octombrie 1991 – mai 1995.
- A treia etapă, cea de modernizare. Începe în martie 1997 și se caracterizează prin transformări esențiale în activitatea Academiei.
- A patra etapă, cea a reformelor. S-a accentuat în toamna anului 2001 și a fost determinată de reforma concepției pregătirii cadrelor în Ministerul Afacerilor Interne (M.A.I.) și de necesitatea continuării procesului de ajustare a activității Academiei de Poliție la noile exigențe impuse de stat.